# RheinBlick2050
RheinBlick2050 war ein Umweltforschungsprojekt zu den Auswirkungen eines regionalen Klimawandels auf das Abflussverhalten des Rheins und seiner Haupt-Zuflüsse (in diesem Fall: Mosel und Main) in Zentraleuropa. Die Projektlaufzeit war von Januar 2008 bis September 2010, initiiert und koordiniert im Auftrag der Internationalen Kommission für die Hydrologie des Rheingebietes.

## Motivation
Regionale Klimaveränderungen können zu veränderten hydrometeorologischen Regimen führen, die ihrerseits den Abfluss von Fließgewässern beeinflussen. In Abhängigkeit von der Verwundbarkeit und der Empfindlichkeit natürlicher oder menschenbeeinflusster Systeme hat dies unterschiedliche Auswirkungen auf Ökologie, Ökonomie, Infrastruktur, Transportwesen, Energieproduktion oder die Wasserwirtschaft etc. RheinBlick2050 befasst sich ausschließlich mit den Auswirkungen, also den Veränderungen im physikalischen System, nicht mit Anpassungs- oder Minderungsmaßnahmen im Zusammenhang mit einem Klimawandel. Eine der Charakteristiken des Projekts liegt darin, einen gemeinsamen, abgestimmten und grenzüberschreitenden Blick auf Abflussänderungen zu eröffnen, wobei Institutionen aus nahezu allen Rheinanliegerstaaten dem Projekt-Konsortium angehören. Die verschiedenen Institutionen stellen dabei Expertenwissen, Daten, Methoden, Software-Werkzeuge und numerische Modellrechnungen in einer gemeinsamen Forschungsinfrastruktur zur Verfügung.

## Daten, Methoden und Experiment-Design
Das Experiment-Design folgt einer typischen Studie zum Einfluss des Klimawandels auf die Hydrologie: In einem Datensynthese-Multi-Modell-Ensemble-Ansatz wird ein bestimmtes Treibhausgas-Emissions-Szenario (hier in erster Linie SRES A1B) mit verschiedenen globalen Klimamodellen (GCM) (hier hauptsächlich ECHAM5 und HadCM3) verwendet, die über ein dynamisches Downscaling mit Hilfe eines regionalen Klimamodells (RCM) regionalisiert werden. Basierend auf solchen verfügbaren Datensätzen wird nach einer umfassenden Bewertung und Auswahl einer Modellkette eine Korrektur systematischer Fehler in den täglichen Lufttemperatur- und Niederschlags-Simulationsergebnissen der RCMs durchgeführt. Diese Felder werden schließlich dazu verwendet die eingesetzten hydrologischen Modelle anzutreiben (hauptsächlich das HBV-Modell). Die Ergebnisse der hydrologischen Modellrechnungen dienen dazu, Änderungen des mittleren Abflusses sowie in Niedrig- und Hochwasser-Diagnostiken zu analysieren. Szenario-Bandbreiten und -Tendenzen dienen der Ableitung der Änderungen und helfen bei der Kommunikation der Ergebnisse. Die Auswertungen erfolgen für ausgewählte Pegel entlang des Rheins und seiner Hauptzuflüsse (Basel, Maxau, Worms, Kaub, Köln, Lobith, Raunheim und Trier).

## Projekt-Konsortium
- Bundesanstalt für Gewässerkunde (BfG) (Deutschland)
- Bundesamt für Umwelt (BAFU) (Schweiz)
- CEMAGREF (Frankreich)
- Deltares (Niederlande)
- Hessisches Landesamt für Naturschutz, Umwelt und Geologie (HLNUG) (Deutschland)
- Centre de Recherche Public – Gabriel Lippmann (CRP-GL) (Luxemburg), Projekt-Koordination
- Rijkswaterstaat (RWS) (Niederlande)
- Koninklijk Nederlands Meteorologisch Instituut (KNMI) (Niederlande)